# Musaria anatolica
Musaria anatolica är en skalbaggsart som först beskrevs av Fuchs och Stefan von Breuning 1971.  Musaria anatolica ingår i släktet Musaria och familjen långhorningar. Inga underarter finns listade i Catalogue of Life.